# الاضطراب الأخلاقي (مجموعة قصصية)
اضطراب أخلاقي عبارة عن مجموعة من القصص القصيرة المتصلة لمارغريت أتوود. نُشر لأوّل مرّة في 4 سبتمبر 2006  بواسطة ماكليلاند وستيوارت. إنّه يروي الآلام الخفية لعائلة كندية مضطربة على مدى 60 عامًا. جميع القصص القصيرة لها نفس الشّخصية الأنثوية الرّئيسية في أوقات مختلفة من حياتها، باستثناء القصة الأخيرة، وهي قصة سيرة ذاتية.
عنوان الكتاب مأخوذ من عنوان الرّواية التي كان غرايم جيبسون يكتبها عام 1996، عندما قرر التوقف عن كتابة الروايات.

## ملخص القصص

### الأخبار السيئة[3]
تعكس الشّخصية الأنثويّة عادات الصّباح لزوجها ونفسها. هرع إلى غرفة النوم ليخبرها بالأخبار من الصّحيفة. إنه حريص على تقاسم العبء. لكنها تفضل الانتظار حتى الإفطار. لقد استقرّ سلوكهم في الأنماط. إنّها تشعر أنّهم ينتظرون الوقت الذي سيبدأ فيه عالمهم في الانهيار. وهي تتذكر إجازتها في جلانوم، وتتخيلهم كالرومان القدماء، وهم يناقشون الأخبار السّيئة حول الغزوات البربرية على الإفطار.

### فن الطبخ والتقديم
تبلغ الفتاة من العمر 11 عامًا، وأمّها حامل بطفل. تكافح الفتاة لفهم ما تعانيه والدتها، وتستاء من قلّة مساهمة الأسرة طوال فترة الحمل. تعمل الفتاة بجد لإكمال جميع الأعمال المنزليّة، وكذلك حياكة ملابس الطّفل. مع ولادة الطّفل، تبدأ الفتاة في التّمرد على رغبة والدتها، وتحقّق في النّهاية رغبتها في الحصول على المزيد من الحريّة.

### الفارس مقطوع الرأس
في الوقت الحاضر، تتحدّث الشّخصية الرّئيسية وشقيقتها عن الماضي أثناء القيادة لزيارة والدتهما الّتي تتدهور صحّتها. يتحدّثون عن شبابهم. عندما كانت الأخت الكبرى في الثّالثة عشرة من عمرها، وكان الطّفل في الثّانية من عمره، صنعت زي الهالوين للفارس مقطوع الرّأس. وفي وقت لاحق، أدرجت الأخت الصّغيرة الرّأس المقطوع في ألعابها. كانت دائمًا حسّاسة للغاية وسريعة التّأثر، وكانت تقترب في سن المراهقة من الأفكار الانتحاريّة. يستكشف هذا القسم خصوصًا كيف تمرّ أختها بالعديد من مشكلات التّنشئة الاجتماعية في مرحلة الطفولة إلى جانب المشكلات الصّحية، وهذا هو الفشل في النّوم من بين العديد من المشكلات الأخرى.

### دوقة بلدي الأخيرة
قبل امتحانها النّهائي في المدرسة الثّانوية، تدرس مع صديقها بيل. وعلى وجه الخصوص، قاموا بتحليل قصيدة "دوقتي الأخيرة" لروبرت براوننج. إنّه مونولوج لدوق فيرارا يشير ضمنًا إلى أنّه ربما قتل زوجته الشّابة لأنها "ابتسمت كثيرًا". بيل، الّذي تكمن قوّته في الجبر والعلوم الدّقيقة، لا يستطيع فهم القصيدة. تبذل الشّخصية الرّئيسية جهدًا لشرح الأمر له، لكنّها تجد أنها نفسها تطاردها الأسئلة. تتناقض تجاربها المثيرة السّطحية الأولى مع الجانب المظلم الذي أشارت إليه القصيدة. انفصلت هي وبيل في النّهاية لأنه اتّهمها بالدفاع عن الدوق. هناك بعض الحقيقة في هذا الاتهام، لأنّها وجدت الدوقة "أرنب غبي".

### المكان الآخر
عندما كان شابًّا بالغًا، تسافر الشّخصية الرّئيسية كثيرًا، وتنتقل من وظيفة إلى أخرى كنوع من البدو الرحل. خلال هذا الوقت، يستقّر أصدقاؤها ويكوّنون عائلة. تتساءل عما إذا كانت ستبقى دائمًا وحيدة وتتجوّل أم أنّها ستستقر في النّهاية. حتّى عندما تحدث الثّورة الجنسيّة ويصبح سلوك مثل سلوكها شائعًا، فإنّها تشعر بأنّها مختلفة لأنّها تمتلك جديّة لا يظهرها الآخرون. في وقت من الأوقات، كانت لديها شقّة في فانكوفر، وغالبًا ما يأتي صديق وحيد مماثل لزيارتها. أخبرها عندما كاد إخوته الثّلاثة أن يقتلوه في مزحة قاسية بحبسه في صندوق ثلج. تزوجت لاحقًا من تيج وعاشت الحياة المستقرّة الّتي كانت تفكر فيها. لكنها غالبًا ما تحلم بأن تكون في شقة مشابهة لتلك الّتي كانت تملكها في فانكوفر، وأن تعلم أنّ طفلًا محبوسًا يموت في إحدى الغرف. تتساءل عمّا إذا كان المكان في حلمها يمثّل الماضي أم أنّه مكان في مستقبلها.

### احتكار
في هذه القصّة يتحوّل السّرد إلى ضمير الغائب. نتعلّم أنّ الشّخصية الرّئيسية تسمّى نيل. وهي محرّرة مستقلّة وحصلت على وظيفة لمساعدة المؤلّفة أونا في كتابة كتاب للمساعدة الذّاتية للنّساء. في لحظة ثقة، أخبرت أونا نيل أن زواجها من تيج في أزمة وأنهما يبقيان معًا فقط لصالح ابنيهما. لديهم مواقف جنسيّة متحررة واختارت أونا نيل لتكون عاشقة تيج. في وقت لاحق يخرج تيج من الزّواج ويستأجر مزرعة. تذهب نيل للزيارة ولكن لا يُسمح لها بالبقاء عندما يأتي الأطفال. في النّهاية حصلت على إذن بالبقاء في المزرعة عندما يكونون هناك ولكن من المفترض أن تعتني بهم. إنّها تلعب لعبة Monopoly معهم ولا يمكنها إلّا أن تكون قادرة على المنافسة والتغلّب عليهم. إنّها تشعر وكأنّها محظية أو مربية.

### الاضطراب الأخلاقي
ينتقل تيج ونيل إلى مزرعة جديدة. يبدؤون بزراعة الخضروات وتربية الحيوانات، أوّلًا الدّجاج، ثمّ الطّاووس والأبقار والأغنام. ينظر إليهم السّكان المحليّون على أنّهم سكّان بلدة يجهلون أسلوب الحياة في الرّيف، لكنهم يساعدونهم أيضًا. يحتاج أحد الخروف حديث الولادة إلى إطعامه باليد وإبقائه داخل المنزل. ينمو نيل مرتبطًا به. عندما يكبر الحمل، فإنّه لا يتكيّف مع العيش مع الأغنام الأخرى ويصبح عدوانيًا ضدّ تيج بدافع الغيرة على نيل. يجب أن يتمّ وضعها. عند عودتها من المسلخ، تبكي نيل وتتهم تيج بعدم رغبتها في إنجاب الأطفال.

### حصان أبيض
ينقذ أحد أصدقاء نيل فرسًا عجوزًا تُدعى غلاديس تعرّضت لسوء المعاملة ويضغط عليها على نيل وتيج. تقوم الصّديقة بتعليم نيل الاعتناء بها وركوبها. تأتي أخت نيل لزيارتها، خاصّة عندما تتعرّض لإحدى الأزمات. يشخصّها طبيب نفسيّ بأنّها مصابة بالفصام ويعطيها الحبوب الّتي تجعلها خاملة ولا مبالية. أخبر نيل أنّه سيكون من الخطورة الكشف عن حالتها لليزي. في النّهاية، استشروا أحد المتخصصين واتّضح أنّ الطّبيب النّفسي كان دجالًا وأنّ الحبوب غير ضروريّة وخطيرة. تستاء ليزي من نيل لعدم إخبارها بالتّشخيص. أصبحت نشطة مرّة أخرى وهي مغرمة بالجري على طول غلاديس. في هذه الأثناء، أصبحت نيل حاملاً، لكنّها لم تخبر أحداً بعد. ذات ليلة هرب الفرس الأبيض من الحظائر وركض إلى الشارع وقتلته سيّارة. نيل تشعر بالذّنب. في نظرة للمستقبل، يعلم القارئ أنّ أزمات ليزي تتوقّف في النّهاية، وأنها تتزوج، وأن نيل وتيج يعودان إلى المدينة.

### الكيانات[4]
باع نيل وتيج مزرعتهما وعادا للعيش في تورونتو. وكيلهم العقاري، ليلي، سيّدة مسنّة، ناجية من معسكر اعتقالٍ ألمانيّ. بمساعدتها وجدوا منزلًا صغيرًا لطيفًا، ثمّ منزلًا أكبر لاحقًا. في هذه الأثناء، أصبحت أونا معادية وتتّهم تيج بالثّراء وإخفاء أمواله لتجنّب دفع نفقتها. تتدهور صحتها ولا تستطيع العمل وتضطر إلى مغادرة منزلها. يشتري نيل، باستخدام ميراث صغير، منزلًا ويسمح لأونا بالعيش هناك مقابل إيجار رمزيّ لتسهيل الأمور عليهم جميعًا. لكن أونا لا تزال غير سعيدة، وتتدهور صحتها أكثر، لذلك يجد أبناؤها شقة صغيرة أكثر ملاءمة لها. في اليوم الّذي سيتمّ فيه عرض المنزل على المشترين المحتملين، يجد أطفال تيج وأونا أونا ميتة على الأرض. على الابن الأكبر أن يكسر النّافذة ليدخل؛ قطع ساقه ونزف كثيرا. بعد ذلك اقتنعت ليلي بوجود شرّير في المنزل. ويُنظر إلى هذا لاحقًا على أنّه العلامة الأولى لمرض الزهايمر. استدعوا وسيطًا ويقول إنّ بعض "الجهات" تدخل في المكان الّذي كان فيه الدّم. إنّها تصنع سحرًا لنقل نقطة الدّخول هذه إلى الخارج إلى الحديقة. لاحقًا أخبر نيل هذا لأصحاب المنزل الجدد الّذين وجدوه ممتعًا.

### فشل لابرادور[5]
نيل تزور والديها. أصيب والدها بسكتة دماغيّة ولم يتعافى إلا جزئيًّا. لقد كان نشيطًا للغاية ولكنّه الآن يقضي أيّامه في عدم النّشاط. قرأت له والدة نيل كتابًا عن مهمّة استكشاف لابرادور المنكوبة الّتي قام بها هوبارد ووالاس. إنّه يعرف القصّة جيّدًا ويعلق على الأخطاء الّتي ارتكبوها. أصيب لاحقًا بسكتة دماغيّة أخرى أدّت إلى إبعاد ذاكرته قصيرة المدى. في ذهنه، يتحدّ مأزق المستكشفين، الّذين يحاولون يائسًا العثور على طريق العودة إلى المنزل، مع رغبته في العودة إلى "الوطن"، أي الحالة التي كانت عليها الأمور قبل السكتات الدماغية.

### الأولاد في المختبر[6]
هذه القصّة يرويها المؤلّف بضمير المتكلّم. إنّها تعتني بوالدتها البالغة من العمر تسعين عامًا، وتنظر إلى الصّور القديمة، وتحاول إعادة بناء القصص الّتي تقف خلفها. اعتاد والدها إجراء بحث في علم الحشرات في معمل جذوع الأشجار في الغابة. من بين مساعديه، الّذين يطلق عليهم بشكل جماعيّ "الأولاد في المختبر"، كان هناك شابّان يدعان كام وراي. يبدو أنّ والدتهما كانت تحبّهم بشكل خاصّ. تقول أن كام مات بسبب مرض غير محدد. وجاء واحد آخر من الأولاد من الهند. لم يكن يدرك مدى قسوة الظّروف وجاء بمضرب تنس وملابس جميلة. تحاول المؤلّفة أن تتخيّل ماهية مشاعرها وتحاول تقديم قصة لكام وراي. تحاول الكاتبة من خلال ذلك استعادة الذّكريات الّتي عاشتها والدتها، لكن حالتها الهشة (إصابتها بالعمى وبالصمم إحدى الأذنين) تجعلها لا تتذكّر الأحداث.

## روابط خارجية
- مراجعة في الحارس 23 سبتمبر 2006.
- مراجعة في الأوقات 2 سبتمبر 2006.